# Bedford (Virginia)
Bedford ist eine Stadt im US-Bundesstaat Virginia mit 6657 Einwohnern (Stand: Volkszählung 2020). Sie ist Sitz der Countyverwaltung (County Seat) des Bedford County.

## Geschichte
Die Bevölkerung von Bedford lag 1944 bei etwa 3200 Einwohnern. 19 hier heimische Soldaten starben am D-Day, drei weitere in den folgenden Tagen bei Gefechten in der Normandie. Bedford hat damit bei der Landung in der Normandie gemessen an der Bevölkerungszahl die höchsten Verluste aller amerikanischen Gemeinden erlitten. Deshalb wurde das National D-Day Memorial am 6. Juni 2001 unter Anwesenheit des damaligen US-Präsidenten George W. Bush in Bedford eingeweiht.
Die Stadt wurde 1968 zur Independent City erhoben und kreisfrei; zum 1. Juli 2013 wurde die Stadt wieder in den County reintegriert.

## Geographie
Das Stadtgebiet erstreckt sich auf einer Fläche von 17,9 km², davon sind 17,8 km² Land und 0,1 km² Wasser. Das Zentrum liegt auf einer Höhe von 306 m.

## Sehenswürdigkeiten
- National D-Day Memorial

## Persönlichkeiten
- Andrew P. Chambers (1931–2017), Generalleutnant der United States Army